# 查頓 (伊利諾伊州)
查頓（英語：Chatton）是位於美國伊利諾伊州亞當斯縣的一個非建制地區。該地的面積和人口皆未知。

## 地理
查頓的座標為40°09′03″N 91°01′58″W / 40.15083°N 91.03278°W，而該地的平均海拔高度為217米（即712英尺）。